# 欧阳氏祠堂
欧阳氏祠堂，位于中国广东省韶关市南雄市水口镇弱过村，为韶关市南雄市的一个市、县级文物保护单位，类型为古建筑，公布时间为2006年6月12日。
欧阳氏祠堂的历史年代为清代。